# ČSD-Baureihe E 669.0
Die Baureihe E 669.0 (ab 1988: Baureihe 180) ist eine sechsachsige elektrische Güterzuglokomotive der einstigen Tschechoslowakischen Staatsbahn ČSD für das 3 kV-Gleichstromsystem im Norden und Osten der ehemaligen Tschechoslowakei. Sie entstand als Weiterentwicklung aus der vierachsigen Baureihe E 499.0.
Obwohl die Leistung dieser sehr erfolgreichen Baureihe höher ausfiel als berechnet, reichte eine Lokomotive nicht aus, um schwere Güterzüge über die gebirgigen Abschnitte der slowakischen Tatra zu befördern. So wurden am 16. Mai 1957 zwei Prototypen bei Škoda in Pilsen bestellt und im September 1958 und Januar 1959 an die ČSD ausgeliefert. Zwei nahezu baugleiche Prototypen wurden auch an die UdSSR geliefert, die ebenfalls Bedarf an einer solchen Maschine hatte.

## Geschichte
Die beiden Prototypen trugen zunächst die Bezeichnung E 698.001 sowie E 698.002 und wurden dem Depot Praha hl.n. zugeteilt. Da ein Verwiegen der Lokomotive mehr als die erforderlichen 18 t Achslast brachte, bezeichneten die ČSD die Prototypen um in E 699.0.
Die Maschinen bewältigten den Güterverkehr auf dem Hauptzug der ČSD von Chomutov nach Čierna nad Tisou. Sie dienten als Entwicklungsträger für die später für diesen Dienst entwickelten E 669.1 bis E 669.3. Es zeigte sich auch, dass für den wirtschaftlichen Güterzugdienst eine Lokomotive mit geringerem Übersetzungsverhältnis (und damit geringerer Geschwindigkeit) effektiver ist. Während einer Garantieuntersuchung wurden im Herstellerwerk die Drehgestelle samt Fahrmotoren mit denen der Baureihe E 669.1 getauscht, was eine Verringerung der Höchstgeschwindigkeit auf 90 km/h zur Folge hatte. Die Lokomotiven erhielten daraufhin die neue Reihennummer E 669.0.
Bis 1996 waren die beiden Prototypen planmäßig im schweren Güterzugdienst im Einsatz, danach wurden sie nur noch sporadisch eingesetzt. Sie haben aber den Status von Museumslokomotiven, so dass sie als nicht fahrfähige Exponate in Česká Třebová erhalten sind.

## Fotos

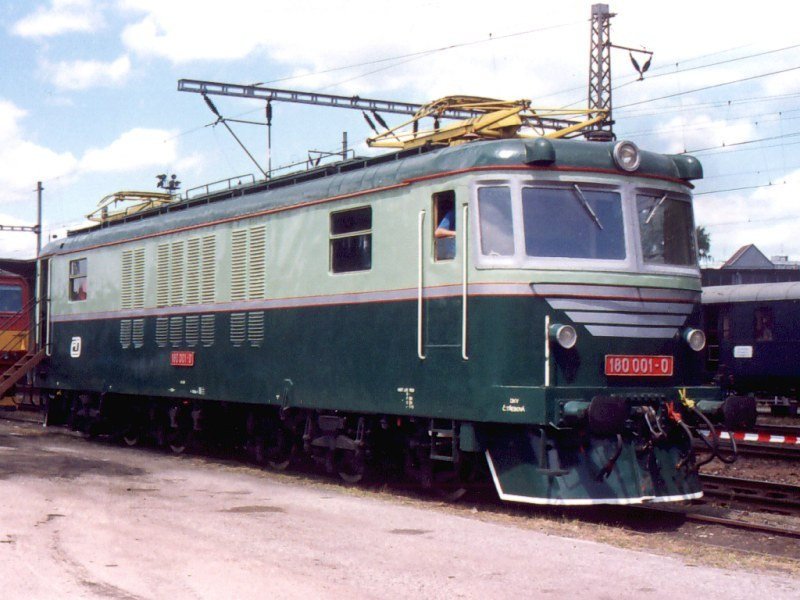
180 001 auf einer Eisenbahnausstellung
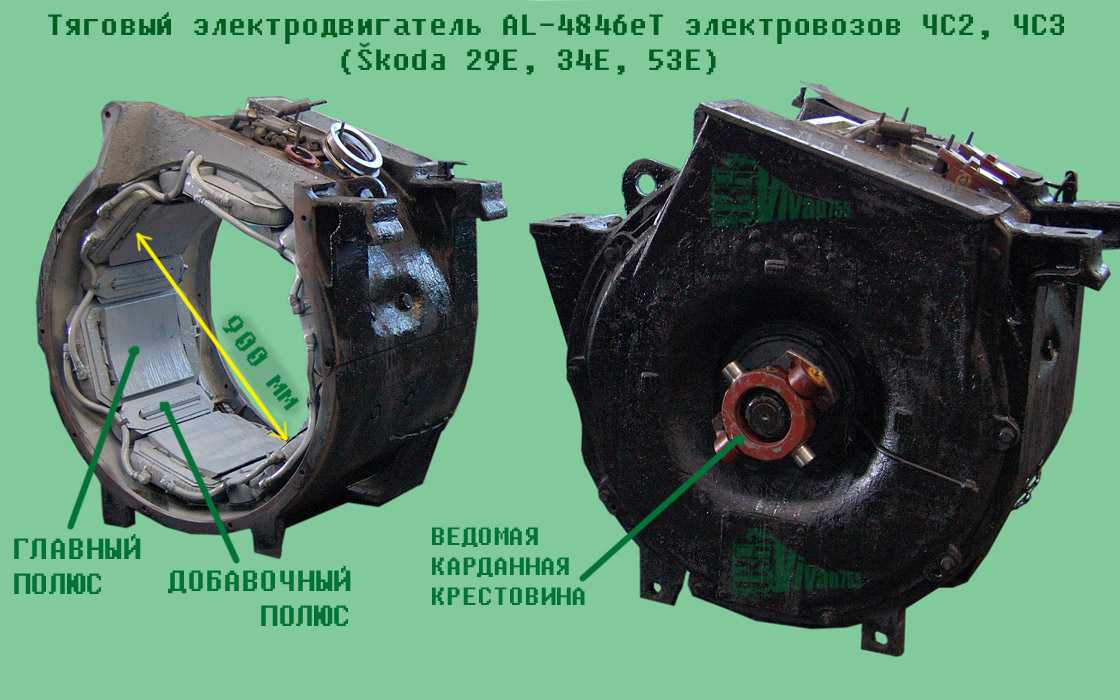
Fotos der Traktionsfahrmotoren der Reihe Škoda 29E
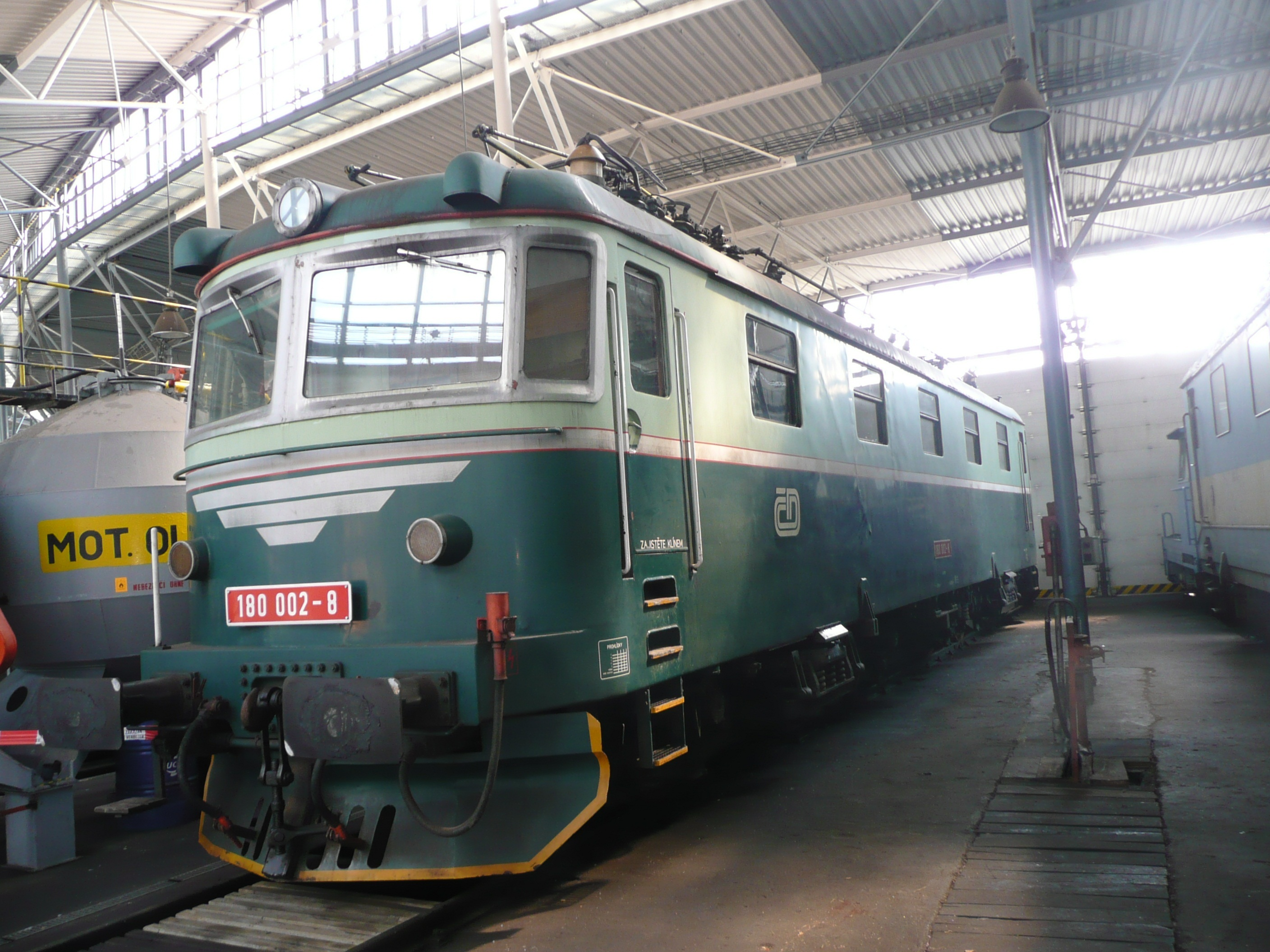
180 002 als Exponat des NTM im Heizhaus von Chomutov